# Phaonia tenebriona
Phaonia tenebriona este o specie de muște din genul Phaonia, familia Muscidae, descrisă de Huckett în anul 1965. Conform Catalogue of Life specia Phaonia tenebriona nu are subspecii cunoscute.